# Kanton Carcassonne-3
Der Kanton Carcassonne-3 ist ein französischer Wahlkreis im Département Aude in der Region Okzitanien. Er umfasst einen Teilbereich der Stadt Carcassonne und sechs weitere Gemeinden im Arrondissement Carcassonne und hat sein bureau centralisateur in Carcassonne. Im Rahmen der landesweiten Neuordnung der französischen Kantone wurde er im Frühjahr 2015 erweitert.

## Gemeinden
Der Kanton besteht aus sieben Gemeinden und Gemeindeteilen mit insgesamt 22.185 Einwohnern (Stand: 1. Januar 2022) auf einer Gesamtfläche von 85,48 km²:
| Gemeinde             | Einwohner 1. Januar 2022 | Fläche km² | Dichte Einw./km² | Code INSEE | Postleitzahl |
| -------------------- | ------------------------ | ---------- | ---------------- | ---------- | ------------ |
| Alairac              | 1.389                    | 16,37      | 85               | 11005      | 11290        |
| Carcassonne          | 17.336                   | 29,56      | 586              | 11069      | 11000        |
| Lavalette            | 1.572                    | 6,55       | 240              | 11199      | 11290        |
| Montclar             | 177                      | 11,31      | 16               | 11242      | 11250        |
| Preixan              | 637                      | 8,56       | 74               | 11299      | 11250        |
| Rouffiac-d’Aude      | 493                      | 5,24       | 94               | 11325      | 11250        |
| Roullens             | 581                      | 7,89       | 74               | 11327      | 11290        |
| Kanton Carcassonne-3 | 22.185                   | 85,48      | 260              | 1104       | –            |

1. ↑   Nur der westliche Teil der Gemeinde, der Rest verteilt sich auf die Kantone Carcassonne-1 und Carcassonne-2.

Bis zur landesweiten Neuordnung der französischen Kantone im März 2015 gehörte zum Kanton Carcassonne-3 nur das Zentrum der Stadt, weshalb er auch Carcassonne-Centre genannt wurde. Er besaß vor 2015 den INSEE-Code 1132.

## Politik
| Vertreter im Departementrat | Vertreter im Departementrat   | Vertreter im Departementrat |
| Amtszeit                    | Namen                         | Partei                      |
| --------------------------- | ----------------------------- | --------------------------- |
| 2015–2021                   | Slone Gautier Jean-Noël Lloze | PS                          |
| 2021–                       | Maria Conquet Daniel Dedies   | PS EELV                     |